# Николаевич, Светомир
Светомир Николаевич (серб. Светомир Николајевић; 21 сентября 1844, Уб — 18 апреля 1922, Белград) — сербский писатель

, политик, литературовед-славист и педагог, глава правительства Королевства Сербия, член Сербской академии наук и искусств, номинант на Нобелевскую премию мира (1915).

## Биография
Светомир Николаевич родился 21 сентября 1844 года в сербском городке Уб.
Получив необходимое образование Николаевич преподавал сравнительное литературоведение в Белградском университете, вводя в свои лекции разделы об Уильяме Шекспире и Джордже Гордоне Байроне. По его словам, Шекспир был поэтом, для которого психологическая правда была важнейшей целью драматического искусства.

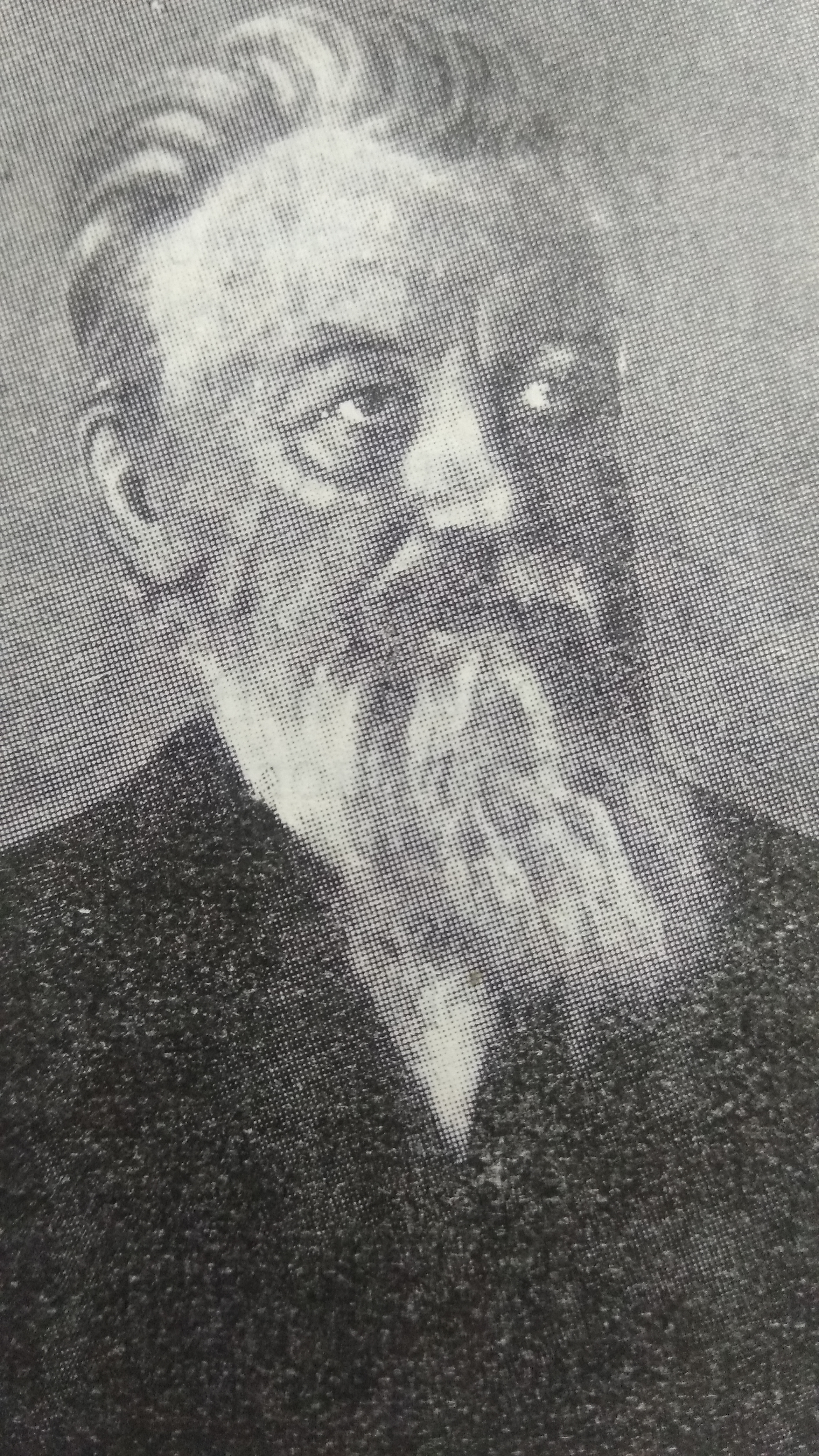
Светомир Николаевич

Своим трудом «Листьях из литературы» (серб. Listići iz književnosti), опубликованном в двух томах в Белграде (1883 и 1888 гг.), Николаевич оказал большую услугу соотечественникам в изучении иностранных писателей и поэтов (Тацит, Шекспир, Людовико Ариосто, Монтескье, Байрон, Луис де Камоэнс, Торквато Тассо и др.). Когда Никоаевич занялся политикой, эту работу продолжил Марко Цар.
С. Николаевич был одним из основателей Народной радикальной партии, Общества Святого Саввы и масонской ложи «Побратим».
С 3 апреля по 27 октября 1894 года Светомир Николаевич занимал пост премьер-министра Сербии; кроме того занимал должности мэра Белграда и министра внутренних дел Сербского Королевства.
Николаевич был одним из первых членов Сербского Красного Креста, основанного Владаном Джорджевичем во время сербско-османских войн (1876—1877), и членом Сербской академии наук и искусств.
Светомир Николаевич умер 18 апреля 1922 года в городе Белграде.